# 南磯一郎
南 磯一郎（みなみ いそいちろう、1854年（嘉永6年12月） - 1895年（明治28年）10月30日）は、日本の政治家、衆議院議員（1期）。

## 経歴
富山県出身。高岡小学校教員講習所卒業。その後、新川県講習所卒業。小学校教諭、義倉金処分会議員、同常置委員となる。1882年（明治15年）、北立自由党を結成し、北陸公論社を興し、社長となる。
1885年（明治18年）12月、大阪事件に連座して護送されたが、1887年（明治20年）9月に無罪となり、釈放された。
1888年（明治21年）3月から1890年（明治23年）7月まで射水郡選出の富山県会議員だった。
同年の第1回衆議院議員総選挙において富山県第3区から自由倶楽部公認で立候補して初当選。1892年（明治25年）の第2回衆議院議員総選挙には出馬しなかった。1895年に死去した。